# Cyanella ramosissima
Cyanella ramosissima là một loài thực vật có hoa trong họ Tecophilaeaceae. Loài này được (Engl. & Krause) Engl. & K.Krause mô tả khoa học đầu tiên năm 1921.